# Zabergäubahn
| |                                         |                                      |                                      |
| Streckennummer: | 4901                                    |                                      |                                      |
| Kursbuchstrecke (DB): | 781 (bis 1986)                          |                                      |                                      |
| Kursbuchstrecke: | 322b (1946)                             |                                      |                                      |
| Streckenlänge: | 20,25 km                                |                                      |                                      |
| Spurweite: | 1435 mm (Normalspur)                    |                                      |                                      |
| Maximale Neigung: | 17 ‰                                    |                                      |                                      |
| Minimaler Radius: | 150 m                                   |                                      |                                      |
| Streckengeschwindigkeit: | Schmalspur: 25 km/h Normalspur: 60 km/h |                                      |                                      |
| |                                         |                                      |                                      |
| \| \| \| Frankenbahn von Würzburg \| \| \| \| 0,00 \| Lauffen (Neckar) \| 171,7 m \| \| \| \| Bahnhofstraße \| \| \| \| \| Frankenbahn nach Stuttgart \| \| \| \| 2,73 \| Hausen (Zaber) (bis 1957) \| 172,0 m \| \| \| 3,00 \| Anst Steinbruch (bis 1958) \| Anst Steinbruch (bis 1958) \| \| \| 3,65 \| Anst Untere Schellenmühle (bis 1964) \| Anst Untere Schellenmühle (bis 1964) \| \| \| 3,72 \| Anst Sägewerk Ernst (ab 1964) \| Anst Sägewerk Ernst (ab 1964) \| \| \| 4,33 \| Anst Obere Schellenmühle (vor 1964) \| Anst Obere Schellenmühle (vor 1964) \| \| \| 5,22 \| Meimsheim \| 179,7 m \| \| \| 5,70 \| Zaber \| Zaber \| \| \| 7,36 \| Brackenheim \| 200,5 m \| \| \| 8,40 \| Anst Bofinger (nach 1964) \| Anst Bofinger (nach 1964) \| \| \| 10,17 \| Frauenzimmern-Cleebronn \| 191,0 m \| \| \| 11,82 \| Güglingen \| 197,1 m \| \| \| 12,10 \| Zaber \| Zaber \| \| \| 12,51 \| Güglingen-Eibensbach (bis 1924) \| Güglingen-Eibensbach (bis 1924) \| \| \| 14,46 \| Pfaffenhofen (Württ) \| 203,3 m \| \| \| 16,20 \| Weiler (Zaber) \| 210,0 m \| \| \| 17,79 \| Zaberfeld \| 218,6 m \| \| \| 17,85 \| Zaber \| Zaber \| \| \| 20,25 \| Leonbronn \| 244,6 m \| |                                         |                                      |                                      |
| Strecke |                                         | Frankenbahn von Würzburg             | Frankenbahn von Würzburg             |
| Bahnhof | 0,00                                    | Lauffen (Neckar)                     | 171,7 m                              |
| Brücke |                                         | Bahnhofstraße                        | Bahnhofstraße                        |
| Abzweig ehemals geradeaus und nach links |                                         | Frankenbahn nach Stuttgart           | Frankenbahn nach Stuttgart           |
| Haltepunkt / Haltestelle (Strecke außer Betrieb) | 2,73                                    | Hausen (Zaber) (bis 1957)            | 172,0 m                              |
| Blockstelle (Strecke außer Betrieb) | 3,00                                    | Anst Steinbruch (bis 1958)           | Anst Steinbruch (bis 1958)           |
| Blockstelle (Strecke außer Betrieb) | 3,65                                    | Anst Untere Schellenmühle (bis 1964) | Anst Untere Schellenmühle (bis 1964) |
| Blockstelle (Strecke außer Betrieb) | 3,72                                    | Anst Sägewerk Ernst (ab 1964)        | Anst Sägewerk Ernst (ab 1964)        |
| Blockstelle (Strecke außer Betrieb) | 4,33                                    | Anst Obere Schellenmühle (vor 1964)  | Anst Obere Schellenmühle (vor 1964)  |
| Bahnhof (Strecke außer Betrieb) | 5,22                                    | Meimsheim                            | 179,7 m                              |
| Brücke über Wasserlauf (Strecke außer Betrieb) | 5,70                                    | Zaber                                | Zaber                                |
| Bahnhof (Strecke außer Betrieb) | 7,36                                    | Brackenheim                          | 200,5 m                              |
| Blockstelle (Strecke außer Betrieb) | 8,40                                    | Anst Bofinger (nach 1964)            | Anst Bofinger (nach 1964)            |
| Bahnhof (Strecke außer Betrieb) | 10,17                                   | Frauenzimmern-Cleebronn              | 191,0 m                              |
| Bahnhof (Strecke außer Betrieb) | 11,82                                   | Güglingen                            | 197,1 m                              |
| Brücke über Wasserlauf (Strecke außer Betrieb) | 12,10                                   | Zaber                                | Zaber                                |
| Haltepunkt / Haltestelle (Strecke außer Betrieb) | 12,51                                   | Güglingen-Eibensbach (bis 1924)      | Güglingen-Eibensbach (bis 1924)      |
| Bahnhof (Strecke außer Betrieb) | 14,46                                   | Pfaffenhofen (Württ)                 | 203,3 m                              |
| Bahnhof (Strecke außer Betrieb) | 16,20                                   | Weiler (Zaber)                       | 210,0 m                              |
| Bahnhof (Strecke außer Betrieb) | 17,79                                   | Zaberfeld                            | 218,6 m                              |
| Brücke über Wasserlauf (Strecke außer Betrieb) | 17,85                                   | Zaber                                | Zaber                                |
| Kopfbahnhof Streckenende (Strecke außer Betrieb) | 20,25                                   | Leonbronn                            | 244,6 m                              |

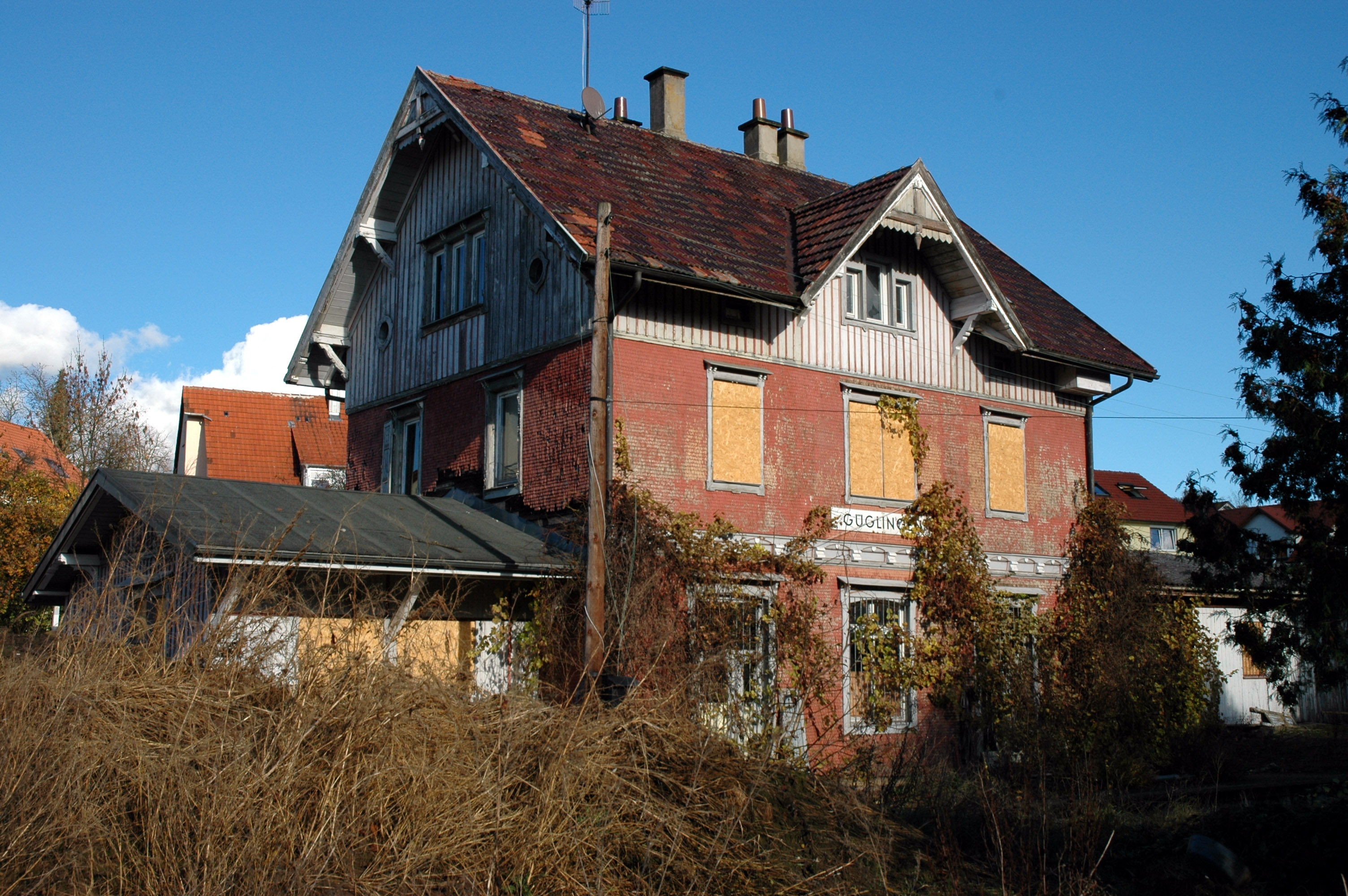
Das Empfangsgebäude von Güglingen im November 2006

Die Zabergäubahn, historisch auch Zaberbahn, ist eine 20,25 Kilometer lange Nebenbahn in Baden-Württemberg, die von Lauffen am Neckar nach Leonbronn durch die gleichnamige Landschaft des Zabergäus führt. Als Stichbahn zweigt sie im Bahnhof Lauffen von der Frankenbahn ab. Ursprünglich als Schmalspurbahn erbaut, wurde die Strecke in den 1960er Jahren auf Normalspur umgespurt.
Die Strecke ist seit 1995 stillgelegt, aber nach wie vor als Eisenbahnstrecke gewidmet. Seit dieser Zeit verfolgt der Landkreis Heilbronn die Reaktivierung und Integration der Strecke in das Netz der Stadtbahn Heilbronn.

## Geschichte

### Planung und Bau
Am 28. August 1896 eröffneten die Königlich Württembergischen Staats-Eisenbahnen (KWStE) den Betrieb auf der Schmalspurbahn mit einer Spurweite von 750 Millimetern von Lauffen am Neckar bis Güglingen. Im April 1901 wurde dann mit den Bauarbeiten für die Verlängerung der Strecke bis Leonbronn begonnen, diese Verlängerung ging am 18. Oktober 1901 in Betrieb.
In den Folgejahren wünschten die westlich gelegenen Kraichgauorte Sternenfels, Kürnbach, Derdingen, Großvillars und Knittlingen eine Fortsetzung der Bahn bis Bretten, die KWStE hielten eine solche Verlängerung aufgrund der ungünstigen topografischen Bedingungen am Talende des Zabergäus nicht für wirtschaftlich realisierbar. Die Bemühungen führten letzten Endes 1919 bis 1923 zum Bau der nicht vollendeten Bahnstrecke Bretten–Kürnbach.

### Nachkriegszeit und Umspurung

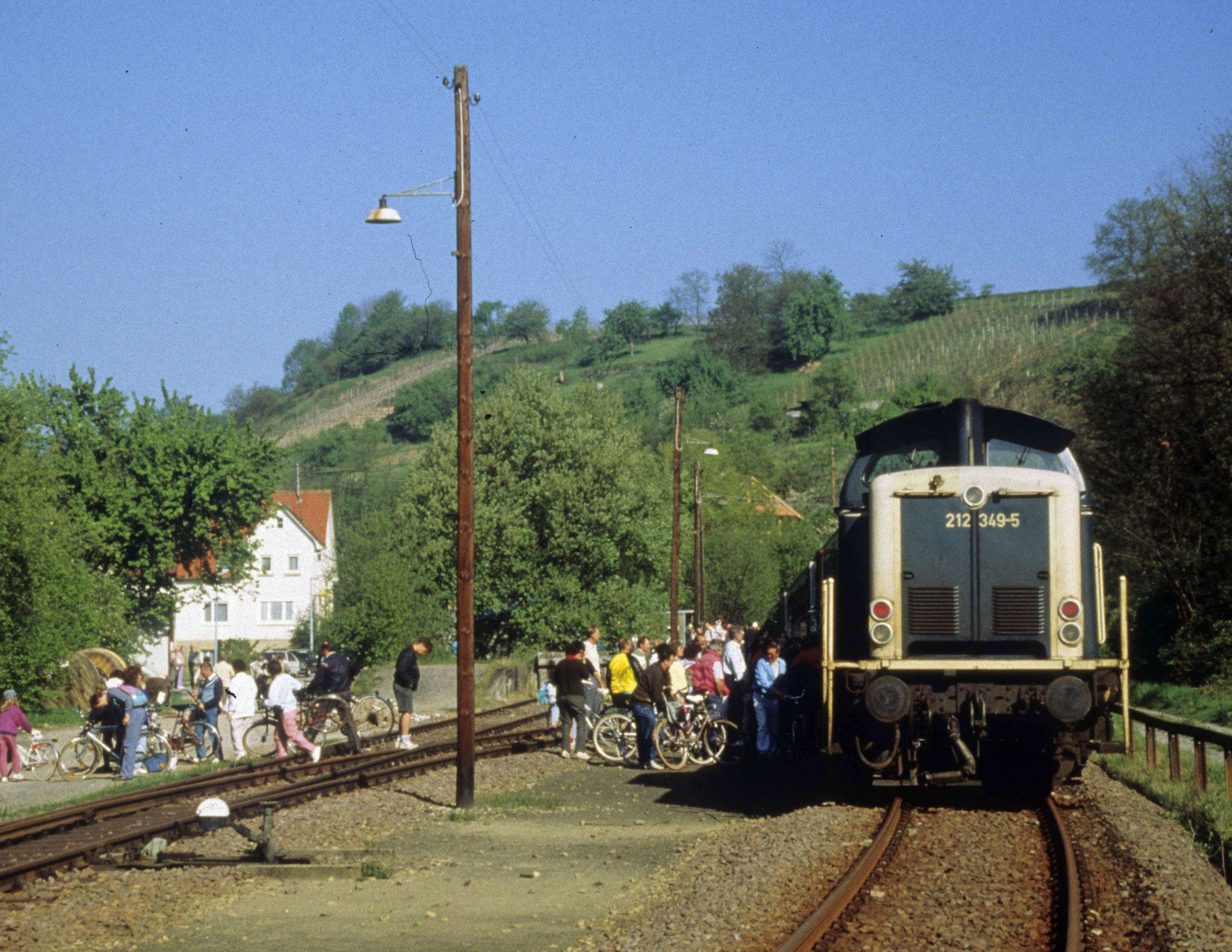
1.-Mai-Sonderzug in Leonbronn (1990)

Da die Schmalspurbahn nach dem Zweiten Weltkrieg nicht mehr den Anforderungen der Deutschen Bundesbahn entsprach, richtete diese ab 1950 einen parallelen Bahnbus-Verkehr ein und dünnte den Fahrplan der Personenzüge mit dem Ziel aus, die Bahnstrecke stillzulegen. Die Bahnbusse waren aber zum Teil langsamer als die ohnehin nicht sehr schnelle Schmalspurbahn. Am 20. Juni 1959 kam es in diesem Verkehr zu einem schweren Unfall mit 45 Todesopfern, als ein Bus bei Lauffen auf einem Bahnübergang von einem Zug der Frankenbahn erfasst und 400 Meter mitgeschleift wurde. Infolgedessen gründeten die Anliegergemeinden und die heimische Wirtschaft die „Aktionsgemeinschaft Zabergäu“ (AGZ), die eine Rückverlagerung des Verkehrs, die Modernisierung der Strecke und die Umspurung durchsetzen konnte. Der Umbau fand etappenweise ab dem 11. Mai 1964 statt. Bereits am 27. September 1964 konnte der Abschnitt Lauffen (Neckar)–Brackenheim in Normalspur in Betrieb gehen, am 11. Oktober 1964 folgte das Teilstück bis Güglingen, und am 25. Juli 1965 der Restabschnitt bis Leonbronn. Dadurch und durch die gleichzeitige Beseitigung der meisten der 69 ungesicherten Bahnübergänge konnte die Höchstgeschwindigkeit von 30 km/h auf 60 km/h erhöht werden, somit verkürzte sich die Reisezeit zwischen den Endpunkten von 69 auf 35 Minuten. Abgesehen vom nur noch für den Güterverkehr betriebenen Abschnitt Marbach (Neckar)–Steinheim (Murr) der Bottwartalbahn war dies die einzige von der Deutschen Bundesbahn durchgeführte Umspurung einer Eisenbahnstrecke.

### Stilllegung
In den 1970er und 80er Jahren nahm die Auslastung im Personenverkehr kontinuierlich ab, so sank die Zahl der Fahrgäste von 1976 bis 1983 von 425 auf 218 pro Tag. Am 25. Juli 1986 stellte die Deutsche Bundesbahn den Personenverkehr ein. Von 1986 bis 1992 führte der Verein „Freunde der Zabergäubahn“ jedes Jahr am 1. Mai Ausflugs-Sonderfahrten mit gecharterten Zügen der DB durch. Ab 1993 gestattete die DB mit Verweis auf den schlechten Streckenzustand keine Fahrten mehr.
Die Rübenkampagne 1992 sorgte letztmals für nennenswerten Güterverkehr auf der Zabergäubahn. Danach wurde noch kurzzeitig eine Recyclingfirma in Pfaffenhofen bedient. Mit Inkrafttreten der Bahnreform zum 1. Januar 1994 entfiel für die Deutsche Bahn die Bedienpflicht im Güterverkehr. In Folge gab die DB mit Wirkung zum 25. September 1994 auch den Güterverkehr auf der Strecke auf. Da die Strecke nun ohne Verkehr war, beantragte die DB als zuständiges Eisenbahninfrastrukturunternehmen (EIU) ihre Stilllegung, welche zum 1. Juli 1995 wirksam wurde. 2010 wurde die Strecke im Bereich des Lauffener Bahnhofs im Rahmen von Umbauarbeiten unterbrochen und auf ihr ein Vorsignal der Hauptbahn aufgestellt. Die Zabergäubahn ist jedoch noch immer als Eisenbahnstrecke gewidmet.
Die Bahntrasse wird entsprechend einem Planfeststellungsbeschluss von März 2017 östlich und innerhalb von Pfaffenhofen auf einer Länge von knapp 900 Metern durch die 2024 im Bau befindliche Ortsumfahrung Güglingen–Pfaffenhofen der Landesstraße 1103 überbaut werden. Da aus rechtlicher Sicht eine Reaktivierung der Strecke jederzeit möglich sein muss, wurde die Bahntrasse im Rahmen des Verfahrens in einer um 6 bis 10 Meter nach Norden versetzten Lage planerisch abgesichert.

## Reaktivierungdiskussion
1992 beauftragten die Stadt und der Landkreis Heilbronn mit finanzieller Unterstützung durch das „Innovationsprogramm ÖPNV“ des Landes Baden-Württemberg ein gemeinsames Konzept für ein ÖPNV-Leitbild 1992/93, über das die Verkehrsverhältnisse durch eine Modernisierung und eine damit verbundene Stärkung des Anteils des öffentlichen Personennahverkehrs verbessert werden sollten. Angesichts der bevorstehenden Eröffnung der ersten kombinierten Eisenbahn- und Straßenbahnstrecke der Stadtbahn Karlsruhe im September 1992 wurden für das neue ÖPNV-Leitbild verbesserte Bus- oder Bahnangebote einerseits und ein Stadtbahn-Betrieb nach dem Karlsruher Modell andererseits gegenübergestellt. Für nicht elektrifizierte Eisenbahnstrecken wie die für den Personenverkehr zu reaktivierende Zabergäubahn wurde dabei beim konventionellen Ansatz ein Betrieb mit Dieseltriebwagen vom Typ VTA untersucht. Mit dem im September 1992 vorgestellten und im Januar 1994 beschlossenen ÖPNV-Leitbild fiel die Entscheidung für die Stadtbahn Heilbronn nach dem Karlsruher Modell, wobei die Zabergäubahn bis Leonbronn in der letzten Stadtbahn-Ausbaustufe elektrifiziert und in das Netz integriert werden sollte. Die erforderlichen Investitionen im Streckenabschnitt Lauffen (Neckar)–Leonbronn wurden mit 34,8 Millionen Deutschen Mark (DM) abgeschätzt.

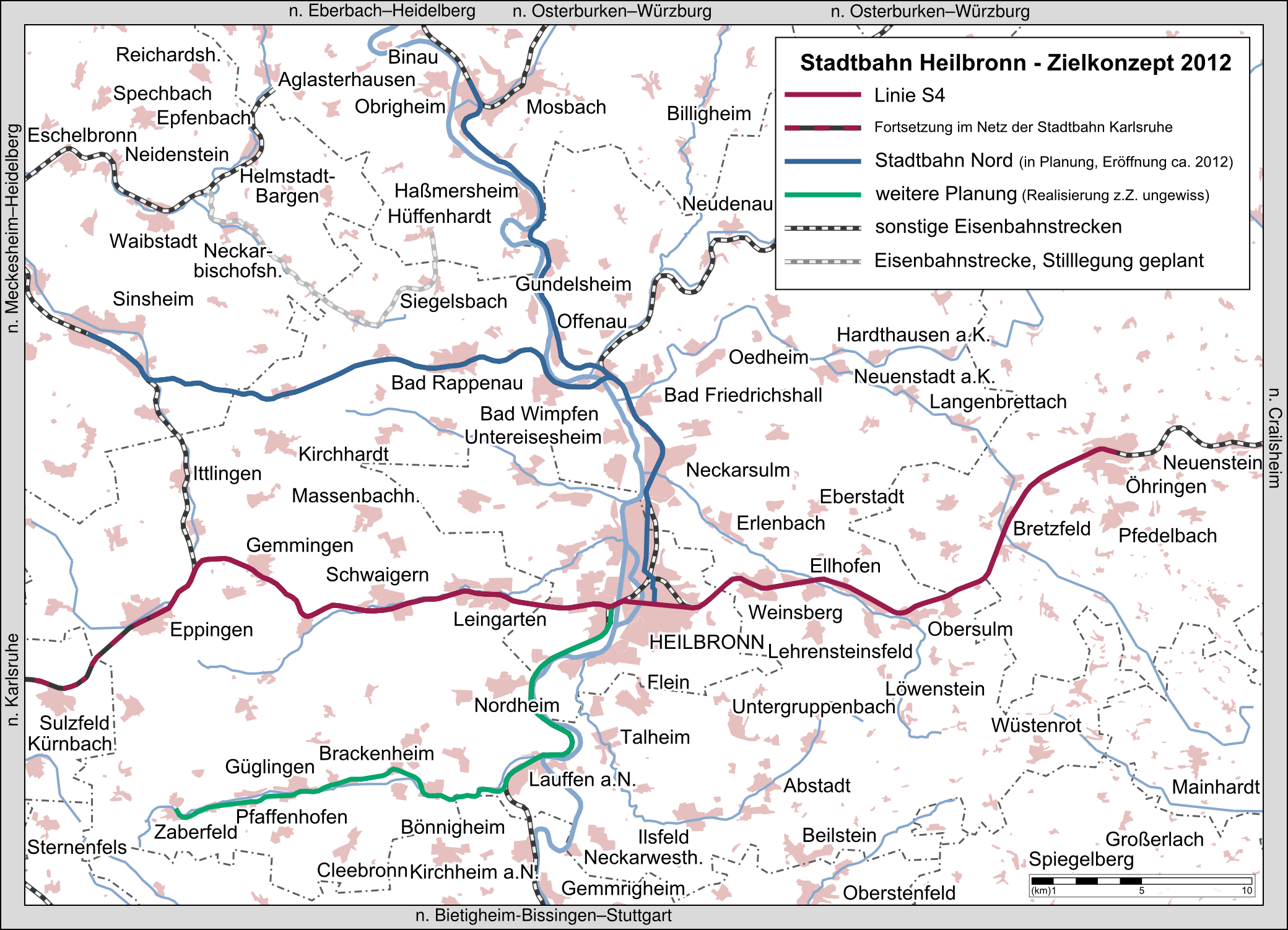
Zielkonzept 2012 für die Stadtbahn Heilbronn

Im fortgeschriebenen ÖPNV-Leitbild von 1999/2000 war die Wiederinbetriebnahme der Zabergäubahn bis 2010 vorgesehen, nun allerdings nur noch bis Zaberfeld. Die Strecke sollte von der Stadtbahnlinie S3 Neckarsulm Nord–Zaberfeld in einem 30-Minuten-Grundtakt bedient werden. Für die Bewältigung dieses Betriebsprogramms wurde ein Kreuzungsbahnhof in Brackenheim bzw. Frauenzimmern vorgesehen. Die Infrastruktur-Investitionskosten wurden nunmehr mit 42,9 Millionen DM abgeschätzt. Eine in Folge beauftragte Standardisierte Bewertung ergab im April 2002 ein positives Nutzen-Kosten-Verhältnis von 1,44.
Beim Umbau des Gleisvorfelds des Heilbronner Hauptbahnhofs im Jahr 2001 für die niveaugleiche Kreuzung der Stadtbahnstrecke wurden als Bauvorleistung für die Stadtbahn Süd die erforderlichen Fahrstraßen für die Aus- und Einfädelung nach beziehungsweise von Richtung Lauffen eingerichtet.
Von nun an scheiterte die Reaktivierung der Strecke an der zum 1. Januar 1996 vollzogenen Regionalisierung, da den Ländern nur Betriebskostenzuschüsse für Strecken, auf denen zu diesem Stichtag ein SPNV-Angebot bestand, zugeteilt wurden und die Zabergäubahn zu dem Zeitpunkt bereits stillgelegt war. Das Land Baden-Württemberg lehnte daher die ansonsten übliche Kofinanzierung der Betriebskosten ab, so dass der jährliche Abmangel von rund 4 Mio. EUR ausschließlich von den Anliegergemeinden und der Landkreis Heilbronn hätte getragen werden müssen. Dazu sehen sich diese nicht in der Lage. Darüber hinaus standen für die einmaligen Kosten keine GVFG-Fördermittel des Bundes zur Verfügung. Stand 2010 lagen die angenommenen Bau- und Planungskosten für die Wiederinbetriebnahme als Stadtbahnstrecke bei rund 37,5 Mio. EUR und die Investitionskosten für die benötigten Stadtbahn-Triebwagen bei rund 18 Mio. EUR.
2004 ging aus den „Freunden der Zabergäubahn“ der Förderverein „Zabergäu pro Stadtbahn“ hervor, der 2010 mit einer jährlichen symbolischen Freischneideaktion begann, um auf die mögliche Reaktivierung der Strecke aufmerksam zu machen.
Nach dem Baubeginn der Nordasts konzentrierte sich der Landkreis Heilbronn ab 2012 verstärkt auf die Stadtbahn Süd. Anfang 2012 stellte das Landesverkehrsministerium fest, dass die Standardisierte Bewertung von 2002 für die Beantragung von Fördermitteln mittlerweile veraltet sei. Aus Sicht des Landes ist die Förderfähigkeit für eine Reaktivierung jedoch unabdingbar, weshalb es 2015 eine Neuberechnung auf Grundlage der Version 2016 empfahl.
Im April 2016 beauftragte der Kreistag des Landkreises Heilbronn bei der Nahverkehrsgesellschaft Baden-Württemberg (NVBW) und der Albtal-Verkehrs-Gesellschaft (AVG) ein Betriebskonzept sowie bei der AVG eine Machbarkeitsstudie mit einer belastbaren Abschätzung der zu erwartenden Kosten für die Wiederinbetriebnahme als Stadtbahnstrecke. Die Ergebnisse sollten die Grundlage für eine im Anschluss zu beauftragende neue Standardisierte Bewertung bilden. Sie wurden im März 2017 vorgestellt und bescheinigten die prinzipielle Umsetzbarkeit. Die Trasse stehe noch vollständig zur Verfügung, die Brücken seien in akzeptablem Zustand. Das Gleisbett sei vollständig zu sanieren, die Gleisanlagen, die Sicherungstechnik und die Bahnsteige vollständig neu zu errichten. Weitere Kosten entfallen auf die Elektrifizierung der Strecke. Für die Abwicklung des geplanten Betriebsprogramms mit einem 30-Minuten-Takt sollte eine 1,1 km lange Doppelspurinsel zwischen Brackenheim und Frauenzimmern Zugbegegnungen ermöglichen, und die Strecke könne laut der Studie größtenteils für eine Höchstgeschwindigkeit von 80 km/h ausgebaut werden. Vorgeschlagen wurden außerdem zwei zusätzliche Haltepunkte „Lauffen-Süd“ und „Güglingen Sophienstraße“. Die geschätzten Investitionskosten einschließlich des stadtbahngerechten Ausbaus der Strecke Heilbronn Hbf–Lauffen (Neckar) lagen bei 52 Mio. EUR, zusätzlich sei mit Nebenkosten in Höhe von 13 Mio. EUR zu rechnen. Damit wäre das Projekt GVFG-förderfähig. Weitere Kosten in Höhe von 18 bis 36 Mio. EUR entstünden für die Beschaffung der benötigten Zweisystem-Stadtbahnwagen.
Die Standardisierte Bewertung auf Grundlage der Version 2016 wurde im Juli 2017 vergeben. In ersten Berechnungen konnte lediglich ein nicht ausreichender Kosten-Nutzen-Indikator von 0,9 erreicht werden. 2020 ergab ein im November 2019 vom Kreis Heilbronn beauftragtes externes Gutachten, dass die Strecke, die sich noch immer in Eigentum der DB Netz befindet, für ein positives Ergebnis von dieser an eine NE-Bahn veräußert werden müsse, da ein Ausbau der Infrastruktur nach DB-Standard mit zu hohen Investitionskosten verbunden ist. Die DB signalisierte dazu zunächst ihre Bereitschaft, entsprechende direkte Verhandlungen zwischen dem Landkreis und der DB scheiterten jedoch 2021 an kommerziellen Interessen der DB. Die DB möchte laut eigener Aussage selbst mit der Reaktivierung der Zabergäubahn beauftragt werden und sie zukünftig auch als EIU betreiben.
Im Februar 2019 stellte das Verkehrsministerium Baden-Württemberg erstmals in Aussicht, sich im Falle einer Reaktivierung im üblichen Umfang an den Betriebskosten zu beteiligen und die Kosten für die Fahrzeuge zu übernehmen. Im Rahmen einer vom Ministerium beauftragten und im November 2020 veröffentlichten Potentialanalyse für die Reaktivierung von 42 stillgelegten Eisenbahnstrecken wurde für die Zabergäubahn mit genau 1000 Fahrgästen pro Schultag ein „hohes“ Fahrgastpotential ermittelt. Für Strecken dieser Kategorie plant das Land, die Betriebskosten zu übernehmen, sofern die Standardisierte Bewertung positiv ausfällt.
Im Juli 2023 wurde das Ergebnis der Standardisierten Bewertung auf Grundlage der Verfahrensanleitung von 2022 bekannt: Demnach stünde zu erwartenden Baukosten in Höhe von knapp 86 Mio. EUR ein Potential von 2110 bis 2660 zusätzlichen Fahrgästen täglich gegenüber. Als Kosten-Nutzen-Faktor eines Stundentakts wurde der Wert 1,42 ermittelt, für einen Halbstundentakt ergab sich der noch günstigere Wert 1,94. Im Zeitraum von Oktober bis Dezember 2023 stimmten der Kreistag des Landkreises Heilbronn, der Heilbronner Gemeinderat und alle Anrainerkommunen im Grundsatz der Reaktivierung zu. Damit kann nun der Landkreis Heilbronn mit der Deutschen Bahn eine Planungsvereinbarung für die HOAI-Leistungsphasen I–IV abschließen. Das Landesverkehrsministerium ging 2025 von einem Baubeginn in der ersten Hälfte der 2030er-Jahre und einer Inbetriebnahme frühestens Mitte der 2030er-Jahre aus. Eine Verlängerung nach Bretten wurde nicht untersucht.
Beim Stellwerk im Abzweigbahnhof Lauffen (Neckar) handelt es sich um ein solches vom Typ DrS 2. Dieses unterliegt einem Umbauverbot. Für die Reaktivierung der Zabergäubahn ist daher ein ca. 30 Mio. EUR teurer Ersatzneubau erforderlich. Dafür wurde der Streckenabschnitt Bietigheim-Bissingen–Lauffen (Neckar) der Strecke Bietigheim-Bissingen–Osterburken mit dem Bahnhof Lauffen (Neckar) in den 3. Baustein des Digitalen Knotens Stuttgart (DKS) aufgenommen, der (Stand 2023) bis ca. 2030 realisiert werden soll.
Im Sommer 2024 wurde die Stadtbahn-Haltestelle auf dem Heilbronner Bahnhofsvorplatz um ein drittes Gleis erweitert. Die zusätzlichen Kapazitäten sollen unter anderem für die Stadtbahn Süd geschaffen werden.

## Fahrzeuge

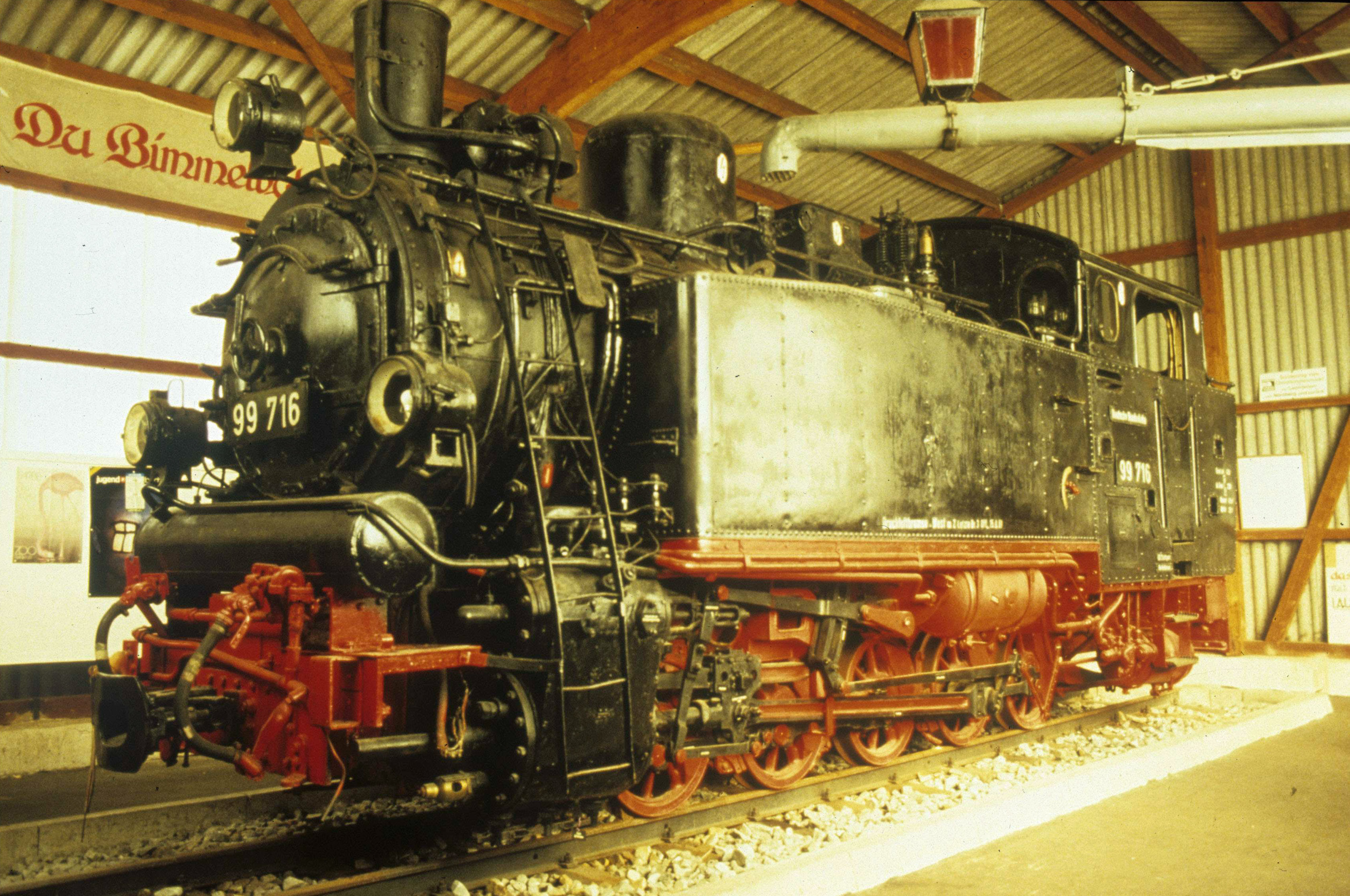
99 716 im Eisenbahnmuseum in Güglingen (Feb. 1988)

Die Dampflok 99 716 der Gattung VI K war seit ihrer Versetzung nach Württemberg meistens im Zabergäu im Einsatz und erhielt hier ihren Spitznamen „Rosa“. Sie kam dann noch für kurze Zeit zur Bottwartalbahn, wo sie im März 1965 ausgemustert wurde. Die AGZ erwarb die Lok daraufhin als Dauerleihgabe von der DB und stellte sie im November 1968 als Denkmal in Güglingen aus. 1970 versah die AGZ den Standort mit einer Überdachung und entwickelte daraus ein Eisenbahnmuseum. 1987 übernahm die Stadt Güglingen das Museum. Die Lok 99 716 wurde 1993 von der Öchsle-Museumsbahn übernommen und wieder betriebsfähig hergerichtet, in diesem Zuge wurde das Museum aufgelöst.

## Film
- SWR: Eisenbahn-Romantik – Die Zabergäubahn (Folge 290)